# 황병영
황병영(1991년 7월 24일 ~ )은 대한민국의 전직 스타크래프트, 스타크래프트 II 프로게이머로 선수 시절 아이디는 By.Barracks, 종족은 테란이었으며 현재 APE 탑클래스 프로게이머 아카데미의 강사로 근무하고 있다.

## 개요
2007년 하반기 드래프트에서 KTF 매직엔스(현 KT 롤스터)의 3차 지명으로 입단하였다. 초반에는 이렇다할 모습을 보이지 않았으나, 2011년 위너스리그를 통해 조금씩 출전하며 기량을 회복하고 있는 중이었다. 또 프로게이머 가운데 상당히 잘생긴 편이다. 가끔 프로리그에 출전을 하기는 하나 결정적일 때 경기를 끝내지 못해 방송무대엔 적응이 덜 되어 있는 것으로 추정되었다. 다만 연습실 내에서는 실력이 매우 좋다고 하지만, 방송 경기에서는 그만큼 실력이 나오지 못해서 출전이 많이 없는 상태였다. 결국 SK플래닛 스타크래프트 II 프로리그 12-13을 끝으로 은퇴하였으며 2020년 7월 20일 APE 탑클래스 프로게이머 아카데미의 스타크래프트 부문 강사직을 맡게 되었다.

## 주요 기록
- 2007년 8월 제32회 커리지매치 입상
- 2009년 10월 EVER 스타리그 2009 36강